# Castell y Bere
Castell y Bere er en walisisk borg nær Llanfihangel-y-pennant i Gwynedd, Wales.
Den blev opført af Llywelyn den Store i 1220'erne, med det formål at kunne opretholde kontrollen over lokalområdet og forsvare den sydvestlige del af Kongeriget Gwynedd. I 1282 resulterede krige med Edvard 1. i at Llywelyns barnebarn, Llywelyn ap Gruffudd, døde og borgen faldt til de engelske tropper. Edvard 1. udvidede borgen yderligere og anlagt en lille by ved siden af den.
I 1294 igangsatte Madog ap Llywelyn et stort oprør og borgen blev belejret og tilsyneladende brændt. Edvard reparerede den ikke, og den blev en ruin.
I dag drives den af Cadw og bliver drevet som turistattraktion.